# 田鎖綱紀
田鎖 綱紀（たくさり こうき、1854年10月6日〈安政元年8月15日〉 - 1938年〈昭和13年〉5月3日）は、日本の速記者。また日本速記術の創始者。伊藤博文からは『電筆将軍』と呼ばれた。別名に源 綱紀（みなもと つなのり）がある。

## 生涯
盛岡藩士・田鎖仲蔵の次男として生まれる。祖父は藩の家老を務めた田鎖左膳。慶応3年（1867年）、後継ぎの無かった田鎖本家を継ぐ。また当時盛岡藩に居た高野長英の弟子・内田五観に師事し英学を学ぶ。戊辰戦争終結後、東京へ出て旧藩主・南部利敬の開いていた共慣義塾で学んだ後、大学南校を卒業。測量術を学んでいたことから、明治3年（1870年）新橋―横浜間の鉄道敷設の測量作業に従事。翌年、南部家の家令を務めていた一条基緒の紹介で工部省鉱山寮に出仕。鉱山師長の御雇外国人ガットフレーの下で製図作業などに従事。翌明治5年、ガットフレーの命で秋田大葛金山へ向かい、アメリカ人技師カーライル博士の下で働く。カーライルが母国との手紙のやり取りにグラハム式速記を使用していたことからこれに興味を持ち、以後日本語の速記術の発明に心血を注ぐこととなる。明治9年（1876年）、病を得て鉱山を下山。東京で療養生活を送る。その後速記術研究を進め、明治15年（1882年）、時事新報に『日本傍聴筆記法』を発表。以後世間の注目を集め、田鎖の下には日本語の速記術を学ぼうと弟子達が集まるようになる。この田鎖式速記術は弟子達により改良された後、元老院大書記官であった金子堅太郎により帝国議会における議員の発言や政府の説明・答弁を記録するために導入されるなど、日本憲政史において多大な功績を遺した。伊藤博文からは『電筆将軍』の称号を贈られ終生この称号を愛用した。明治27年（1894年）、藍綬褒章受章。同29年終身年金（第一号・300円＝当時）下賜。
昭和13年（1938年）5月3日死去、享年85
。墓所は雑司ヶ谷霊園。
「傍聴筆記法」の第1回講習会が開かれた10月28日は、日本速記協会によって「速記の日」と定められている。

## 著作

### 単著
- 丸山平次郎編 編『源綱紀氏日本傍聴筆記法』沢屋蘇吉、1885年2月。 NCID BA75299851。全国書誌番号:40077114。
- 『速記的活算術』丸山平次郎記、東洋社、1891年3月。全国書誌番号:40052020。
- 『新式速記術』青木嵩山堂、1893年11月。
  - 『新式速記術』（増補2版）青木嵩山堂、1895年3月。全国書誌番号:40077021。
  - 『新式速記術』（訂正増補版）青木嵩山堂、1904年12月。全国書誌番号:74006915。
- 『新式速記術例題詳解』青木嵩山堂、1894年2月。
  - 『新式速記術例題詳解』（訂正増補第2版）青木嵩山堂、1895年3月。全国書誌番号:1082763。
  - 『新式速記術例題詳解』（訂補6版）青木嵩山堂、1904年12月。全国書誌番号:1082763。
- 『新式速記術・新式速記術例題詳解』青木嵩山堂、1894年。全国書誌番号:40077023。
- 『大日本早書学』博文館、1913年6月。 NCID BA84693821。全国書誌番号:43007372。

### 編集
- 『英和記簿法字類』日就社、1878年7月。 NCID BN09548219。全国書誌番号:40036058。

### 翻訳
- ブラウン『英文典直訳』的場彦太郎、1886年12月。 NCID BB14522515。全国書誌番号:40083540。